# Rammeola
Rammeola is een geslacht van rechtvleugeligen uit de familie sabelsprinkhanen (Tettigoniidae). De wetenschappelijke naam van dit geslacht is voor het eerst geldig gepubliceerd in 1934 door Uvarov.

## Soorten
Het geslacht Rammeola  is monotypisch en omvat slechts de volgende soort:
- Rammeola anatolica (Uvarov, 1934)